# Hawkins (Wisconsin)
Hawkins es una villa ubicada en el condado de Rusk en el estado estadounidense de Wisconsin. En el Censo de 2010 tenía una población de 305 habitantes y una densidad poblacional de 52,93 personas por km².

## Geografía
Hawkins se encuentra ubicada en las coordenadas 45°30′43″N 90°43′2″O / 45.51194, -90.71722. Según la Oficina del Censo de los Estados Unidos, Hawkins tiene una superficie total de 5.76 km², de la cual 5.73 km² corresponden a tierra firme y (0.63%) 0.04 km² es agua.

## Demografía
Según el censo de 2010, había 305 personas residiendo en Hawkins. La densidad de población era de 52,93 hab./km². De los 305 habitantes, Hawkins estaba compuesto por el 97.05% blancos, el 0% eran afroamericanos, el 0.33% eran amerindios, el 0.33% eran asiáticos, el 0% eran isleños del Pacífico, el 0.33% eran de otras razas y el 1.97% pertenecían a dos o más razas. Del total de la población el 0% eran hispanos o latinos de cualquier raza.